# Bäuerliche Handelsgenossenschaft
Die Bäuerliche Handelsgenossenschaft (BHG) war die landwirtschaftliche Universalgenossenschaft in der DDR und zugleich Kredit- und Warengenossenschaft mit verschiedenen weiteren Wirtschaftszweigen.

## Aufgabe
Aufgabe und Förderungszweck der BHG bestand in der Versorgung vorrangig der Landbevölkerung und der landwirtschaftlichen Betriebe (Einzelbauern, Güter, LPG und GPG) mit Produktionsmitteln und Waren des ländlichen und gärtnerischen Bedarfs unter Nutzung des bargeldlosen Geldverkehrs, Sammlung von Geldeinlagen und Kreditgewährung, später Gründung und Einrichtung von Gemeinschaftsanlagen (Transporteinrichtungen, Agrochemische Zentren, Kartoffelsortierplätzen u. v. m.), Sammlung von Geldeinlagen und Kreditgewährung.
Über die Bezirksvorstände und den Zentralvorstand der Vereinigung der gegenseitigen Bauernhilfe (VdgB) waren die BHG in die zentrale Planwirtschaft der DDR eingebunden.

## Geschichte
Die BHG gingen aus den 6.300 ländlichen Genossenschaften aller Arten in der Sowjetischen Besatzungszone (SBZ) hervor. Ihre Wurzeln lagen bei den in der Mitte des 19. Jahrhunderts von Friedrich Wilhelm Raiffeisen und Hermann Schulze-Delitzsch begründeten ersten Vereinen gegenseitiger Unterstützung. Die Dachorganisation (Reichsverband deutscher landwirtschaftlicher Genossenschaften – Raiffeisen e. V.) wurde mit ihren gesamten Mitgliedern sowie den Revisionsverbänden landwirtschaftlicher Genossenschaften 1933 zwangsweise in den Reichsnährstand eingegliedert.
Durch den Befehl Nr. 146 der Sowjetischen Militäradministration Deutschland (SMAD) vom 20. November 1945 konnten die landwirtschaftlichen Genossenschaften auf dem Gebiet der SBZ sich neu gründen und ihre selbständige Tätigkeit wieder aufnehmen. Die Raiffeisengenossenschaften waren zunächst für den überwiegenden Teil des Landhandels zuständig und entwickelten sich zu Bäuerlichen Handelsbetrieben. Ihr Einfluss als „abnehmende Hand“ wurde aber geringer, da ab 1950 staatliche „Volkseigene Erfassungs- und Aufkaufbetriebe (VEAB)“ und das doppelte Preissystem in der DDR (Trennung in Ablieferungssoll und „freie Spitzen“) diesen Sektor zunehmend bestimmten.
Die ländlichen Spar- und Darlehnskassen, die sich bereits in den 1930er Jahren einheitlich als Raiffeisenkassen e.G.m.b.H. bezeichnen mussten, entwickelten sich 1949/50 zu – bereits universellen – Landwirtschaftlichen Dorfgenossenschaften weiter. Dazu fusionierten sie auch mit Bezugs- und Absatzgenossenschaften (Raiffeisen) zu territorial abgegrenzten Vereinigungen und waren in fünf Landesverbänden organisiert. Die Bildung der zonenweiten Dachorganisation „Zentralverband der landwirtschaftlichen Genossenschaften Deutschlands“  wurde jedoch erst im März 1949 zugelassen, nachdem die Gleichschaltung der bisherigen Vereinigungen in den oberen Ebenen abgeschlossen war.
Parallel entstanden in der SBZ aus den seit Herbst 1945 gebildeten „Kommissionen für die Bodenreform“ und den „Ausschüssen der gegenseitigen Bauernhilfe“  Ortsorganisationen der Vereinigung der gegenseitigen Bauernhilfe (VdgB), die sich zu Kreis- und Landesverbänden zusammenschlossen und schließlich auf dem I. Deutschen Bauerntag im November 1947 die „Zentralvereinigung der gegenseitigen Bauernhilfe (ZVdgB)“ als Körperschaft des öffentlichen Rechts gründeten.
Die hierzu gehörenden Ortsgruppen suchten anfangs Kooperation und Arbeitsteilung mit den ab 1945 wieder zugelassenen landwirtschaftlichen Genossenschaften zur Unterstützung der Neu-, Klein- und Mittelbauern. Aber bald sollte die VdgB, die sich bereits in der landwirtschaftlichen Beratung und ab 1949 bei den Tierzuchtverbänden ein großes politisches und fachliches Mitspracherecht gesichert hatte, auch auf den Landhandel mehr Einfluss ausüben. So entstanden nach dem Beschluss der Leitungsgremien vom „Zentralverband der landwirtschaftlichen Genossenschaften Deutschlands“ und der „Zentralen Vereinigung der gegenseitigen Bauernhilfe“ vom 20. November 1950 neue Landesverbände sowie regionale VdgB – Bäuerliche Handelsgenossenschaften (1950: 3500 VdgB-BHG).
Letztere waren Einrichtungen der Mitglieder einer oder mehrerer Ortsorganisationen der VdgB, wirtschaftsrechtlich eingetragene Genossenschaften ohne Nachschusspflicht (e.G.o.N.). Ihnen oblag das Handelsgeschäft vor allem mit bargeldlosem Zahlungsverkehr durch Führung von Giro- und Sparkonten vorrangig für die Landbevölkerung. Das Kreditwesen – insbesondere für Investitionen – ging bald auf die im Februar 1950 gegründete Deutsche Bauernbank (ab 1965 Deutsche Landwirtschaftsbank, ab 1968 Bank für Landwirtschaft und Nahrungsgüterwirtschaft der DDR) über.
Bis zum Ende der DDR stiegen die Versorgungs-, Dienst- und Bankleistungen stetig (zuletzt um durchschnittlich 5–10 % jährlich), ebenso Arbeitsproduktivität und Effektivität. Zur Wende existierten (nach rentabilitätsbedingten Konzentrationen) 272 juristisch selbständige BHG, die mit 6.800 Verkaufseinrichtungen, 2.800 Bankstellen, 3.500 Ausleihstützpunkten usw. die ländlichen Gebiete der DDR flächendeckend – im Rahmen des begrenzten staatlich bereitgestellten Warenfonds – versorgten. Ende 1989 verfügten die BHG über eine Bilanzsumme von 19 Milliarden und über Bankeinlagen ihrer Kunden von 13 Milliarden DDR-Mark.
Nach dem Beitritt der DDR zur Bundesrepublik Deutschland bildeten sich die BHG zu Erwerbsgenossenschaften entsprechend dem bürgerlichen Recht um, dabei wurde das Kredit- und Warengeschäft in der Regel getrennt und auf gesonderte Raiffeisenbanken bzw. -Warengenossenschaften aufgeteilt. Während das Waren- und Dienstleistungsgeschäft wegen zahlreicher Konkurrenz im jeweiligen Einzugsbereich an Bedeutung verlor, wurde das Kreditgeschäft in den Raiffeisen- und Volksbanken der ostdeutschen Länder fortgeführt.